# Lobulia glacialis
Espèce
Statut de conservation UICN

 DD  : Données insuffisantes
Lobulia glacialis est une espèce de sauriens de la famille des Scincidae.

## Répartition
Cette espèce est endémique de la province de Papouasie en Indonésie.

## Étymologie
Cette espèce est nommée en référence à la distribution de ce saurien que l'on retrouve près du glacier Carstensz.

## Publication originale
- Greer, Allison & Cogger, 2005 : Four new species of Lobulia (Lacertilia: Scincidae) from high altitude in New Guinea. Herpetological Monographs, vol. 19, p. 153-179.